# Espinal
Espinal is een gemeente in het Colombiaanse departement Tolima. De gemeente telt 75.375 inwoners (2005).
De belangrijkste agrarische sectoren van de gemeente zijn rijst, katoen, maïs, sorgo en tabak.
De plaats is de zetel van het rooms-katholieke bisdom Espinal.
Alpujarra · Alvarado · Ambalema · Anzoátegui · Armero · Ataco · Cajamarca · Carmen de Apicalá · Casabianca · Chaparral · Coello · Coyaima · Cunday · Dolores · Espinal · Falan · Flandes · Fresno · Guamo · Herveo · Honda · Ibagué · Icononzo · Lérida · Líbano · Mariquita · Melgar · Murrilo · Natagaima · Ortega · Palocabildo · Piedras · Planadas · Prado · Purificación · Rioblanco · Roncesvalles · Rovira · Saldaña · San Antonio · San Luis · Santa Isabel · Suárez · Valle de San Juan · Venadillo · Villahermosa · Villarrica